# Scooby-Doo! Szőrmókveszély
A Scooby-Doo! Szőrmókveszély (eredeti cím: Scooby-Doo! Mecha Mutt Menace) 2013-ban bemutatott amerikai televíziós 2D-s számítógépes animációs film, amelynek a rendezője Michael Goguen, a producere Victor Cook, az írója Rick Copp. A film a Warner Bros. Animation gyártásában készült a Warner Home Video és forgalmazásában jelent meg. Műfaját tekintve filmvígjáték.
Amerikában 2013. szeptember 24-én mutatták be DVD-n, Magyarországon 2014. október 4-én mutatta be az HBO.

## Szereplők
| Szereplő           | Eredeti hang    | Magyar hang     |
| ------------------ | --------------- | --------------- |
| Scooby-Doo         | Frank Welker    | Vass Gábor      |
| Fred Jones         | Frank Welker    | Markovics Tamás |
| Bozont Rogers      | Matthew Lillard | Fekete Zoltán   |
| Vilma Dinkley      | Mindy Cohn      | Madarász Éva    |
| Diána Blake        | Grey DeLisle    | Hámori Eszter   |
| Riporter           | Grey DeLisle    | Csuha Lajos     |
| Dr. Devon Albright | Julie Bowen     | Bertalan Ágnes  |
| Stan               | Phil LaMarr     | Maday Gábor     |
| Melanie Staples    | Lacey Chabert   | Gáspár Kata     |
| Dr. Ned Staples    | Alan Rachins    | Kapácsy Miklós  |
| Irv                | Paul Reubens    | Elek Ferenc     |